# موئیرا
موئیرا (به فرانسوی: Moïra) نام یک کتاب ادبی است که توسط ژولین گرین، نویسندهٔ اهل ایالات متحده آمریکا نوشته شده‌است.